# Sam Trammell
Sam Trammell (født 29. januar 1969) er en amerikansk teater-, film- og tv-skuespiller. Han er bedst kendt fra sin rolle som Sam Merlotte i HBO-vampyrserien True Blood, der indbragte ham en nominering til Scream Award for "Bedste mandlige gennembrud".

## Tidlige liv
Sam Trammell blev født i New Orleans, Louisiana. Da han var barn, flyttede hans familie til Charleston, West Virginia. Han blev uddannet på George Washington High School og studerede senere på Brown University og University of Paris.

## Karriere
Sam Trammell har arbejdet på teater, bl.a. på Broadway, på film og tv-serier. Han blev uddannet teaterskuespiller i New York, og her opnåede han en nominering til Tony Award for rollen i Ah, Wilderness! i Lincoln Center. Off-Broadway spillede han med i Dealer's Choice, My Night with Reg, If Memory Serves og senest Kit Marlowe på Joseph Papp Public Theater, hvor han fik fremragende anmeldelser. Trammells store gennembrud kom i rollen som Sam Merlotte i True Blood.

## Filmografi
| Film      | Film                         | Film                   | Film                                                                                      |
| År        | Film                         | Rolle                  | Noter                                                                                     |
| --------- | ---------------------------- | ---------------------- | ----------------------------------------------------------------------------------------- |
| 1997      | The Hotel Manor Inn          | Nolan                  |                                                                                           |
| 1997      | Childhood's End              | Greg Chute             |                                                                                           |
| 1998      | Wrestling with Alligators    | Will                   |                                                                                           |
| 2000      | Beat                         | Lee                    |                                                                                           |
| 2000      | Fear of Fiction              | Red/Tom Hopkins        |                                                                                           |
| 2000      | Autumn in New York           | Simon                  |                                                                                           |
| 2000      | Followers                    | John Dietrich          |                                                                                           |
| 2003      | Undermind                    | Derrick Hall/Zane Waye |                                                                                           |
| 2004      | The Last Full Measure        | Ukendt rolle           |                                                                                           |
| 2007      | Aliens vs. Predator 2        | Tim                    |                                                                                           |
| 2008      | Miracle of Phil              | Taylor                 |                                                                                           |
| 2010      | The Details                  | Ukendt rolle           |                                                                                           |
| 2010      | Shrinking Charlotte          | Jeff Bicknell          |                                                                                           |
| 2011      | Unshakable                   | Kane                   |                                                                                           |
| Tv-serie  |                              |                        |                                                                                           |
| År        | Navn                         | Rolle                  | Noter                                                                                     |
| 1998      | Maximum Bob                  | Sonny Dupree           | Afsnit: "Pilot" Afsnit: "Once Bitten..."                                                  |
| 1998      | Trinity                      | Liam McCallister       | Afsnit #1.1 Afsnit: "In a Yellow Wood" Afsnit: "No Secrets"                               |
| 2001-2002 | Going to California          | Kevin 'Space' Lauglin  | 20 afsnit                                                                                 |
| 2004      | House M.D.                   | Ethan Hartig           | Afsnit: "Maternity"                                                                       |
| 2005      | Strong Medicine              | Kiko Ellsworth         | Afsnit: "First Response"                                                                  |
| 2005      | Amys ret                     | Marty Levine           | Afsnit: "The Paper War" Afsnit: "Revolutions Per Minute" Afsnit: "My Name Is Amy Gray..." |
| 2005      | Bones                        | Ken Thompson           | Afsnit: "Pilot"                                                                           |
| 2006      | CSI: NY                      | Charles Wright         | Episode: "Heroes"                                                                         |
| 2006      | Numb3rs                      | Thomas Gill            | Episode: "Hot Shot"                                                                       |
| 2006      | Justice                      | Kevin O'Neil           | Episode: "Pilot"                                                                          |
| 2006      | Dexter                       | Matt Chambers          | Afsnit: "Crocodile"                                                                       |
| 2007      | Cold Case                    | Porter Rawley          | Afsnit: "Blood on the Tracks"                                                             |
| 2009      | Medium                       | Dr. Brian Seward       | Afsnit: "Things to Do in Phoenix When You're Dead"                                        |
| 2009      | Law & Order: Criminal Intent | Gray Vanderhoven       | Afsnit: "Identity Crisis"                                                                 |
| 2008-14   | True Blood                   | Sam Merlotte           | 79 afsnit                                                                                 |